# Ich wollte immer eine Heilige sein
Ich wollte immer eine Heilige sein ist eine belgisch-luxemburgische Koproduktion der luxemburgischen Filmregisseurin Geneviève Mersch aus dem Jahr 2003.

## Handlung
Die aus einem zerrütteten Elternhaus stammende Norah lebt bei ihrem Vater Jean-Michel. Ihre Mutter hat die Familie verlassen, als Norah noch ein Baby war. Jetzt ist sie 17 Jahre alt, und sie verbringt ihre Tage in der Stadt mit ehrenamtlicher Arbeit, sie liest z. B. Kindern vor und liefert Lebensmittel aus. Ihr Drang, „alles richtig zu machen“, entspringt irrationalen Schuldgefühlen wegen des Todes ihres Kindheitshelden Nico Marcuse, eines charismatischen Rennfahrers.
Norahs neuestes „Projekt“ ist die junge Magali, deren gleichgültige und unverantwortliche Mutter Françoise zwischen Feindseligkeit und warmherziger Zuwendung schwankt.
Als ihre Großmutter mütterlicherseits unangekündigt aus Portugal mit einer Erbschaft und der folgenschweren Nachricht auftaucht, dass Norahs Mutter lebt und in der Schweiz wohnt, gerät ihr präzise organisierte Leben aus den Fugen und steuert auf die unvermeidliche Entdeckungsreise zu, die sie in die nächste Phase ihres Lebens führen wird.

## Produktion
Für das Schreiben und die Entwicklung der Filmidee erhielt die Produktionsfirma Samsa Film 1998 vom Luxembourg Film Fund einen Zuschuss von 2,5 Millionen Luxemburger Franc. 2001 erhielt sie einen Zuschuss von 20 Millionen Franken (rund 496.000 Euro) für die Produktion von Ich wollte immer eine Heilige sein sowie einen weiteren Zuschuss des europäischen Fonds Eurimages in Höhe von 190.000 Euro, wovon Samsa Film 100.700 und der belgische Koproduzent den Rest erhielt.
Der Unfall des Rennfahrers, den Norah live im Fernsehen miterlebt, basiert auf dem Leben des brasilianischen Rennfahrers Ayrton Senna, der 1994 beim Großen Preis von San Marino tödlich verunglückte. Für Marie Kremer war die Rolle der Norah ihr Filmdebüt. Die Filmmusik komponierte der luxemburgische Liedermacher Serge Tonnar (* 1970).

## Besetzung und Synchronisation
Die deutsche Synchronisation des Films übernahm die Interopa Film GmbH in Berlin.
| Rolle         | Darsteller           | Sprecher             |
| ------------- | -------------------- | -------------------- |
| Beatrice      | Agathe Cornez        | Anja Rybiczka        |
| Ben           | Bruno Mullenaert     | Dennis Schmidt-Foß   |
| Dienerin      | Antonella Vitali     | Viktoria Voigt       |
| Elsa          | Barbara Roland       | Tanja Geke           |
| Elsas Mutter  | Annie Lambert        | Almut Zydra          |
| Fahrer        | Gilles Soeder        | Peter Thomsen        |
| Françoise     | Raphaëlle Blancherie | Andrea Aust          |
| Großmutter    | Jeannine Godinas     | Gisela Fritsch       |
| Jean Michel   | Thierry Lefevre      | Dietmar Wunder       |
| Jérémie       | Julien Collard       | Ozan Ünal            |
| Lucia         | Alexandra Sedas      | Heidrun Bartholomäus |
| Magali        | Marie Nypels         | Friedel Morgenstern  |
| Maud          | Laurence de Greef    | Sarah Riedel         |
| Norah         | Marie Kremer         | Berenice Weichert    |
| Norah (mit 6) | Camie Boel           | Nadine Kompatzki     |

## Rezeption
Im Jahr 2003 wurde Ich wollte immer eine Heilige sein zusammen mit Andy Bauschs Dokumentarfilm L’homme au cigare mit dem ersten Luxemburger Filmpreis in der Kategorie „Bester Luxemburger Film“ ausgezeichnet. Es war auch Luxemburgs Oscar-Beitrag in der Kategorie „Bester internationaler Film“, wurde aber nicht nominiert.